# Andreas Hanche-Olsen
Andreas Hanche-Olsen, né le 17 janvier 1997 à Bærum en Norvège, est un footballeur international norvégien qui évolue au poste de défenseur central au FSV Mayence.

## Biographie

### Stabæk Fotball
Né à Bærum en Norvège, Andreas Hanche-Olsen est formé au Stabæk Fotball. Il participe à son premier match en professionnel à l'occasion d'une rencontre d'Eliteserien, le 10 juillet 2016, face au Lillestrøm SK. Il entre en jeu lors de ce match qui se solde par la victoire de son équipe (1-2). Il inscrit son premier but le 26 septembre de la même année face au FK Bodø/Glimt, en championnat, en donnant la victoire à son équipe en étant l'auteur du seul but du match.
Le 27 février 2018, Andreas Hanche-Olsen est nommé capitaine de Stabæk.

### KAA La Gantoise
Le 5 octobre 2020, Andreas Hanche-Olsen signe un contrat de trois saisons avec La Gantoise alors qu'il était également pisté par le Standard de Liège. Pour son premier match sous ses nouvelles couleurs, Hanche-Olsen est titularisé contre le Cercle Bruges KSV le 17 octobre 2020, en championnat. Il se fait remarquer en inscrivant également son premier but pour La Gantoise mais cela ne suffit toutefois pas à son équipe, qui s'incline lourdement ce jour-là (5-2 score final),.
Le 18 avril 2022, Hanche-Olsen joue la finale de la coupe de Belgique 2021-2022 contre le RSC Anderlecht. Il entre en jeu à la place de Matisse Samoise et participe à la victoire de son équipe, qui s'impose lors d'une séance de tirs au but. Le défenseur norvégien réussit son tir durant cette séance, et il remporte le premier trophée de sa carrière,.

### FSV Mayence
Le 13 janvier 2023, lors du mercato hivernal, Andreas Hanche-Olsen s'engage en faveur du FSV Mayence. Il signe un contrat courant jusqu'en juin 2026 avec le club allemand.
Hanche-Olsen inscrit son premier but pour Mayence le 27 mai 2023, à l'occasion d'une rencontre de championnat face au Borussia Dortmund. Titularisé, il ouvre le score de la tête, et les deux équipes se neutralisent (2-2 score final).
Le 6 avril 2024, il marque son deuxième but pour Mayence, lors d'un match face au SV Darmstadt 98, en championnat. Titularisé, il est l'auteur du premier but de la partie, de la tête sur un service de Lee Jae-sung, et contribue à la victoire des siens (4-0 score final).

### En équipe nationale
Le 24 mars 2017 Andreas Hanche-Olsen joue son premier match avec l'équipe de Norvège espoirs contre le Portugal. Il est titularisé au poste d'arrière gauche lors de cette rencontre perdue par son équipe sur le score de trois buts à un.
En septembre 2020 Andreas Hanche-Olsen est appelé pour la première fois avec l'équipe nationale de Norvège, pour pallier l'absence sur blessure de Tore Reginiussen. Il ne joue toutefois aucun match lors de ce rassemblement. Le 18 novembre 2020, Andreas Hanche-Olsen honore sa première sélection avec la sélection norvégienne face à l'Autriche. Il est titularisé en défense centrale et les deux équipes se séparent sur un match nul (1-1).

## Statistiques
| Saison                | Club                  | Championnat           | Championnat | Championnat | Coupe(s) nationale(s) | Coupe(s) nationale(s) | Supercoupe | Supercoupe | Compétition(s) continentale(s) | Compétition(s) continentale(s) | Compétition(s) continentale(s) | Total | Total |
| Saison                | Club                  | Division              | M.          | B.          | M.                    | B.                    | M.         | B.         | Comp.                          | M.                             | B.                             | M.    | B.    |
| 2016                  | Stabæk Fotball        | Eliteserien           | 15          | 1           | -                     | -                     | -          | -          | -                              | -                              | -                              | 15    | 1     |
| 2017                  | Stabæk Fotball        | Eliteserien           | 28          | 1           | 5                     | 0                     | -          | -          | -                              | -                              | -                              | 33    | 1     |
| 2018                  | Stabæk Fotball        | Eliteserien           | 25          | 0           | 3                     | 0                     | -          | -          | -                              | -                              | -                              | 28    | 0     |
| 2019                  | Stabæk Fotball        | Eliteserien           | 29          | 2           | 4                     | 0                     | -          | -          | -                              | -                              | -                              | 33    | 2     |
| 2020                  | Stabæk Fotball        | Eliteserien           | 18          | 3           | -                     | -                     | -          | -          | -                              | -                              | -                              | 18    | 3     |
| Sous-total            | Sous-total            | Sous-total            | 115         | 7           | 12                    | 0                     | -          | -          | -                              | -                              | -                              | 127   | 7     |
| 2020-2021             | KAA La Gantoise       | Division 1A           | 31          | 1           | 3                     | 0                     | -          | -          | C3                             | 5                              | 0                              | 39    | 1     |
| 2021-2022             | KAA La Gantoise       | Division 1A           | 37          | 1           | 6                     | 0                     | -          | -          | C4                             | 12                             | 0                              | 55    | 1     |
| 2022-2023             | KAA La Gantoise       | Division 1A           | 8           | 0           | -                     | -                     | 1          | 0          | C3+C4                          | 2+2                            | 0+0                            | 13    | 0     |
| Sous-total            | Sous-total            | Sous-total            | 76          | 2           | 9                     | 0                     | 1          | 0          | -                              | 21                             | 0                              | 107   | 2     |
| 2022-2023             | FSV Mayence 05        | Bundesliga            | 17          | 1           | 1                     | 0                     | -          | -          | -                              | -                              | -                              | 18    | 1     |
| 2023-2024             | FSV Mayence 05        | Bundesliga            | 15          | 1           | -                     | -                     | -          | -          | -                              | -                              | -                              | 15    | 1     |
| 2024-2025             | FSV Mayence 05        | Bundesliga            | 8           | 0           | 1                     | 0                     | -          | -          | -                              | -                              | -                              | 9     | 0     |
| Sous-total            | Sous-total            | Sous-total            | 40          | 2           | 2                     | 0                     | 0          | 0          | -                              | -                              | -                              | 42    | 2     |
| Total sur la carrière | Total sur la carrière | Total sur la carrière | 231         | 11          | 23                    | 0                     | 1          | 0          | -                              | 21                             | 0                              | 276   | 11    |

## Palmarès
KAA La Gantoise
- Coupe de Belgique  (1) :
  - Vainqueur : 2021-2022.